# Jean-Luc Bideau
Ne doit pas être confondu avec Jean-Luc Bilodeau.
Pour les articles homonymes, voir Bideau.
Jean-Luc Bideau est un acteur suisse naturalisé français né le 1er octobre 1940 à Genève.

## Biographie
Jean-Luc Bideau est le fils de Pierre Bideau et de Lucie Bideau, née Jordi. Il passe son enfance à Genève dans le quartier de Champel. Son père, vaudois d'origine, est chargé de cours de psychologie de la vente à l'université de Lausanne et membre du Parti libéral. Juste après sa naissance ses parents divorcent et il sera élevé par son père qui a obtenu la garde grâce à l'appui de l'avocat Pierre Jaccoud, ainsi que celle de son frère, François qui deviendra plus tard ingénieur d'outre-mer. 
Jean-Luc a des rapports conflictuels avec son père, qui lui reproche par exemple à neuf ans de lire des bandes dessinées, comme Tintin ou celles d'André Franquin, et de ne pas s'intéresser à la littérature ou la musique classique. Avec sa belle-mère, tante Gisèle comme il l'appelle, femme fortunée originaire de Hambourg, les rapports ne sont pas toujours simples également. À l'âge de dix ans il fait partie de l'Union chrétienne de jeunes gens, et le professeur de théologie joue également au football dans le club Servette FC. Il trouve donc l'occasion de suivre les matchs de son joueur favori Jacques Fatton au stade des Charmilles. 
Adolescent, il fait un passage au collège Champittet à Pully, où ses notes s'améliorent, puis entre à l'école de commerce sans aucun enthousiasme, car il est déjà tourmenté par une idée-obsession : le théâtre. À cette époque, il a un lien assez étroit avec un ami de sa mère, Jean Piat, qui vient en vacances à Genève et lui fait découvrir ce qu'est un acteur et la vie d'un parisien. Sa vocation est née. Après son diplôme, en 1959, il annonce froidement à ses parents « je veux faire carrière sur les planches : c'est décidé, irrévocable. Je vais me présenter au Conservatoire d'art dramatique de Paris ». Son père le menace d'appeler la police (à cette époque la majorité est à 20 ans), mais il part quand même pour Paris. Sa mère par contre, qu'il ne voyait que pendant les vacances et qui avait de son côté épousé par la suite Nicolas Rauch, un homme de culture qui s'occupait de livres anciens, le soutiendra, y compris financièrement pendant les années du Conservatoire,,,,.
En 1959, il réussit le concours d'entrée au Conservatoire. Élève de la promotion 1963, il obtient cette même année le 2e prix de comédie classique. Durant cette période, son ami Jean-Marc Stehlé, qu'il avait rencontré au collège et qui a fait des études à l'École des arts décoratifs de Genève, vient le rejoindre à Paris pour faire des copies au musée du Louvre. Ils habitent ensemble dans une mansarde à la rue de Rivoli, et cette amitié perdura jusqu'au décès du décorateur en 2013,.

### Carrière d'acteur au théâtre et au cinéma
En 1966, Jean-Luc Bideau rencontre à Prague Marcela Salivarova alors qu'il doit remplacer Jean Bouise pour jouer dans la pièce Les Trois Mousquetaires avec la troupe du Théâtre national populaire (TNP), et qu'elle est interprète pour l’organisateur de la tournée. Après un court séjour à Paris, Marcela Salivarova décide de retourner en Tchécoslovaquie, et Jean-Luc reviendra à Prague 1968 pour tenter de la reconquérir. En Tchécoslovaquie, Marcela Salivarova a étudié les sciences politiques, les lettres françaises et l'arabe. Au début 1968, elle est engagée à radio Prague comme journaliste dans les émissions en langue française. C'est une période de grande effervescence qui agite la radio avec le Printemps de Prague. Elle couvre notamment le Festival international du film de Karlovy Vary et les conversations glissent également sur l'agitation qui anime le Festival de Cannes. Puis on lui propose de travailler dans l’Institut de recherche auprès du Ministère des affaires extérieures ; elle décide donc de quitter la radio, mais en août l'invasion de l'URSS en Tchécoslovaquie met un terme à ses projets. C'est en apprenant ces évènements que Jean-Luc décide au mois de septembre de la contacter. La même année, le couple s'installe en Suisse et en octobre 1968, ils se marient. Pour Jean-Luc Bideau, son épouse fut un immense soutien et il estime qu'il n’aurait pas fait la même carrière sans elle. C’est elle qui le pousse au début des années 1970 à frapper aux portes des cinéastes Alain Tanner et Michel Soutter, et il devient l’un des acteurs fétiches du nouveau cinéma suisse en tournant également sous la direction de Claude Goretta. Par la suite, Marcela Salivarova devient metteur en scène de théâtre et collabore avec Jean-Luc dans certaines pièces qu'il joue,. L’envie de faire des projets à deux est née en 1980 à cet instant où le Petithéâtre de Sion lui laisse carte blanche pour l’idée d’un spectacle. Le couple choisit d’adapter Stratégie pour deux jambons de Raymond Cousse.
Lors des manifestations de Mai 68 à Paris, il confie qu'il n'était pas encore politisé, qu'il est resté davantage un spectateur qu'un acteur et qu'il ne s'est pas mouillé. Il a tout de même pris du gaz lacrymogène dans le visage, ce qui lui a valu une journée d'hospitalisation. Dans la foulée, il prend néanmoins sa carte au Parti socialiste.
En France, il travaille entre autres avec Costa-Gavras, Mocky, Chabrol ou Tavernier. En 1979, le film Et la tendresse ? Bordel ! de Patrick Schulmann est un succès critique et populaire.
Toujours très actif au théâtre, il devient pensionnaire de la Comédie-Française en 1988, puis sociétaire de 1991 à 1998. C'est Antoine Vitez qui l'a engagé.
De 1998 à 2002, sa carrière prend un nouvel essor avec la série française H aux côtés, notamment, de Jamel Debbouze et du duo d'humoristes Éric et Ramzy. Il déclare ne plus vouloir entendre parler de cette série, l'acteur étant désespéré par les comportements blagueurs et insupportables de Jamel Debbouze, Éric Judor et Ramzy Bedia. Jean-Luc Bideau voit tout de même un rapport entre lui et ces trois délurés, en particulier Jamel Debbouze, concernant le début de sa carrière au cinéma, c'est le jeu d'improvisation. Il déclare à ce sujet : « ce qui m’a révélé aux yeux de tous, c’est un film de Michel Soutter, James ou pas, dans lequel le metteur en scène me demanda d’improviser. Au moins, d’essayer… Et j’ai improvisé. À l’arrivée, tout le monde était sur le cul. Ça m’a lancé ! Entre parenthèses, je pense constamment à Jamel Debbouze qui, quarante ans plus tard, a lui aussi bâti sa carrière sur l’improvisation. »
En 2007, il fait partie du jury des longs-métrages du 42e Festival international du film de Karlovy Vary.
En 2012, il est remarqué dans la série Ainsi soient-ils, diffusée sur Arte, dans le rôle du père Étienne Fromenger, directeur du séminaire des Capucins.
En 2013, on aperçoit furtivement Jean-Luc Bideau dans une archive du film La Salamandre d'Alain Tanner de 1971. Cette archive est visible dans le long métrage Deux Automnes Trois Hivers de Sébastien Betbeder.
Dans le métier, il confie qu'il a pour modèles : Gérard Depardieu, Michel Simon et Charles Laughton, car ils viennent de rien, ils ne vont nulle part, mais ils sont plus présents que quiconque.
Jean-Luc Bideau et Marcela Salivarova ont eu deux enfants : Nicolas, directeur de Présence Suisse, organe fédéral chargé de la promotion de la Suisse à l'étranger, et Martine, médecin pédiatre,. Jean-Luc Bideau et Marcela Salivarova vivent dans un duplex à Bernex depuis la fin des années 1960, et ils ont fait construire une résidence secondaire, un chalet à Vercorin en 2003,.

## Théâtre
- 1963 : Lumières de bohème de Ramón María del Valle-Inclán, mise en scène Georges Wilson, TNP Théâtre national de Chaillot
- 1963 : La Danse du Sergent Musgrave de John Arden, mise en scène Peter Brook, théâtre de l'Athénée
- 1963 : Le Vicaire de Rolf Hochhuth, mise en scène François Darbon, théâtre de l'Athénée-Louis-Jouvet
- 1964 : Lorenzaccio d'Alfred de Musset, mise en scène Raymond Rouleau, théâtre Sarah-Bernhardt
- 1965 : Les Oiseaux d'Aristophane, mise en scène Raymond Rouleau, théâtre Sarah-Bernhardt
- 1965 : Le Dragon d'Evgueni Schwartz, mise en scène Pierre Debauche, Festival de Nanterre
- 1965 : Les Séquestrés d'Altona de Jean-Paul Sartre, mise en scène François Périer, théâtre de l'Athénée
- 1965 : Le Hasard du coin du feu de Crébillon fils, mise en scène Jean Vilar, théâtre de l'Athénée
- 1966 : Les Trois Mousquetaires d’après Alexandre Dumas, mise en scène Roger Planchon, tournée
- 1966 : L’Auberge des Adrets de Benjamin Antier, mise en scène Jean-Baptiste Thierrée, théâtre de la Porte-Saint-Martin
- 1967 : La Sonate des spectres d'August Strindberg, mise en scène Jean Gillibert, théâtre de l'Alliance française
- 1968 : Capitaine Caragheuz de Louis Gaulis, mise en scène Philippe Mentha, théâtre de Saint-Gervais
- 1969 : Les Anabaptistes de Friedrich Dürrenmatt, mise en scène Jorge Lavelli, Grand Théâtre de Genève
- 1970 : Carlotta de Miguel Mihura, mise en scène William Jacques et Le soleil foulé par les chevaux de Jorge Enrique Adoum, mis en scène par François Rochaix, théâtre de l'Atelier, Genève[25].
- 1974 : Le Creux de Michel Viala, mise en scène François Rochaix, théâtre de Carouge
- 1975 : Mademoiselle Julie d'August Strindberg, mise en scène Catherine Eger, Comédie de Genève
- 1975 : C'est beau de Nathalie Sarraute, mise en scène Claude Régy, théâtre d'Orsay
- 1976 : La Résistible Ascension d'Arturo Ui de Bertolt Brecht, mise en scène François Rochaix, théâtre de Carouge
- 1977 : Travesties de Tom Stoppard, mise en scène André Steiger, Centre dramatique de Lausanne
- 1978 : Cher Menteur de Jerome Kilty et Jean Cocteau, mise en scène André Steiger, Comédie de Genève
- 1978 : Les gens déraisonnables sont en voie de disparition de Peter Handke, mise en scène Claude Régy, théâtre Nanterre-Amandiers
- 1978 : Le Jour et la nuit de Élie Pressmann, mise en scène Pierre Boutron, Théâtre national de l'Odéon
- 1978 : Travesties de Tom Stoppard, mise en scène André Steiger, Théâtre national de l'Odéon
- 1980 : Stratégie pour deux jambons de Raymond Cousse, mise en scène Marcela Salivarova Bideau, Petit théâtre de Sion
- 1982 : Stratégie pour deux jambons de Raymond Cousse, mise en scène Marcela Salivarova Bideau, théâtre de Saint-Gervais
- 1983 : Rhinocéros d’Eugène Ionesco, mise en scène Richard Vachoux, Nouveau théâtre de poche (Genève)
- 1984 : L'Elocution de Benjamin Franklin de Steve Spears, mise en scène Marcela Salivarova Bideau, salle communale Plainpalais (Genève)
- 1984 : La Dédicace de Botho Strauss, mise en scène Joël Jouanneau, théâtre Gérard-Philipe
- 1986 : L’Évangile selon Marc, mise en scène Marcela Salivarova Bideau, Palexpo, Festival d'Avignon
- 1988 : Il faut passer par les nuages de François Billetdoux, mise en scène Lucian Pintilie théâtre de la Ville
- 1988 : La Cagnotte d’Eugène Labiche, mise en scène Jean-Michel Ribes, Comédie-Française
- 1989 : La Folle Journée ou le Mariage de Figaro de Beaumarchais, mise en scène Antoine Vitez, Comédie-Française
- 1989 : Le mobile d'Aurora d'Erich Hackl, mise en scène Marcela Salivarova Bideau, théâtre de l'Odéon
- 1991 : La Comtesse d'Escarbagnas de Molière, mise en scène Jacques Lassalle, Comédie-Française
- 1991 : Le Malade imaginaire de Molière, mise en scène Gildas Bourdet, Comédie-Française
- 1992 : Légendes de la forêt viennoise d'Ödön von Horváth, mise en scène André Engel, MC93 Bobigny
- 1993 : Le Malade imaginaire de Molière, Comédie-Française
- 1994 : Naïves Hirondelles de Roland Dubillard, mise en scène Pierre Vial, théâtre du Vieux-Colombier
- 1994 : La Métamorphose de Franz Kafka, mise en scène Marcela Salivarova Bideau, MC93 Bobigny
- 1995 : Intrigue et Amour d'après Friedrich von Schiller, mise en scène Marcel Bluwal, Comédie-Française
- 1997 : Dans la compagnie des hommes d'Edward Bond, mise en scène Alain Françon, Théâtre national de la Colline
- 1998 : Le Ping-pong d'Arthur Adamov, mise en scène Gilles Chavassieux, théâtre du Vieux-Colombier
- 1999 : Les Huissiers de Michel Vinaver, mise en scène Alain Françon, Théâtre national de la Colline, Théâtre national de Nice
- 2000 : Lear de Edward Bond, mise en scène Christophe Perton, Comédie de Valence
- 2001 : Lear de Edward Bond, mise en scène Christophe Perton, théâtre de la Ville
- 2003 : Patate de Marcel Achard, mise en scène Maurice Risch
- 2008 : Les Onze de Klapzuba d'après Eduard Bass, adaptation et mise en scène Marcela Salivarova Bideau, théâtre de Saint-Gervais

## Filmographie

### Cinéma

#### Années 1960
- 1965 : Les Bons Vivants de Gilles Grangier et Georges Lautner (segment La Fermeture) : un client suisse
- 1967 : Le Voleur de Louis Malle : l'huissier anglais
- 1969 : Charles mort ou vif d'Alain Tanner : le premier infirmier
- 1969 : Mister Freedom de William Klein : un combattant

#### Années 1970
- 1970 : James ou pas de Michel Soutter : Hector
- 1970 : Le Fou de Claude Goretta : Jean-Luc
- 1970 : Le Jour de noces de Claude Goretta
- 1971 : La Salamandre d'Alain Tanner : Pierre
- 1972 : Les Arpenteurs de Michel Soutter : Léon
- 1972 : Salut, voleurs ! de Frank Cassenti : le Suisse
- 1972 : Le Petit Poucet de Michel Boisrond : le roi
- 1972 : État de siège de Costa-Gavras : Este
- 1973 : La Fille au violoncelle d'Yvan Butler : Daniel
- 1973 : Belle d'André Delvaux : Mathieu Grégoire
- 1973 : Les Vilaines Manières de Simon Edelstein : Jean-Pierre Bouttier
- 1973 : L'Invitation de Claude Goretta : Maurice
- 1973 : Projection privée de François Leterrier : Denis Mallet
- 1974 : Voyage en Grande Tartarie de Jean-Charles Tacchella : Alexis
- 1975 : La Traque de Serge Leroy : Philippe Mansart
- 1975 : L'Homme du fleuve de Jean-Pierre Prévost : Joseph Bertin
- 1975 : Sérieux comme le plaisir de Robert Benayoun : le désespéré
- 1976 : Nuit d'or de Serge Moati : Henri Fournier
- 1976 : Jonas qui aura 25 ans en l'an 2000 d'Alain Tanner : Max
- 1977 : Une femme, un jour... de Léonard Keigel : le dentiste
- 1977 : Le Convoi de la peur (Sorcerer) de William Friedkin : Pascal
- 1978 : La Barricade du point du jour de René Richon : Bouillon
- 1979 : Destins parallèles de Jean-Yves Carrée
- 1979 : Et la tendresse ? Bordel ! de Patrick Schulmann : François
- 1979 : Ashanti de Richard Fleischer : Marcel
- 1979 : Melancoly Baby de Clarisse Gabus : Claude
- 1979 : Le Point douloureux de Marc Bourgeois : T.
- 1979 : Ce fleuve qui nous charrie de Raymond Vouillamoz : Simon

#### Années 1980
- 1980 : Tout dépend des filles de Pierre Fabre : Jean-Luc
- 1980 : Rendez-moi ma peau… de Patrick Schulmann : Krishmoon, le grand maître
- 1981 : Instinct de femme de Claude Othnin-Girard : le frère de Marthe
- 1982 : Tout feu, tout flamme de Jean-Paul Rappeneau : Raoul Sarazin
- 1982 : Y a-t-il un Français dans la salle ? de Jean-Pierre Mocky : l'inspecteur Maurice Serruti
- 1983 : Rock and Torah (Le Préféré) de Marc-André Grynbaum : l'ange Gabriel
- 1983 : Flirt de Roberto Russo : Giovanni Landini
- 1984 : Le Chien de Jean-François Gallotte
- 1985 : Eines Freundes guter Traum de Burkhard Steger
- 1985 : Drôle de samedi de Tunç Okan : Georges, le moniteur de l'auto-école
- 1985 : L'amour propre ne le reste jamais très longtemps de Martin Veyron : Roussel
- 1986 : Les Roses de Matmata de José Pinheiro : Henry Van Damme
- 1986 : Inspecteur Lavardin de Claude Chabrol : Max Charnet
- 1986 : Le bonheur a encore frappé de Jean-Luc Trotignon : Achille Pinglard
- 1986 : Le Chien de Jean-François Gallotte : Georges
- 1987 : Carnaval de Ronny Coutteure : Monnier
- 1987 : Les Oreilles entre les dents de Patrick Schulmann : Jean-Paul Blido
- 1988 : Mangeclous de Moshé Mizrahi : Michael
- 1988 : Una donna spezzata de Marco Leto
- 1988 : Les Saisons du plaisir de Jean-Pierre Mocky : Paul
- 1988 : Corps z'à corps d'André Halimi : le lecteur obsédé

#### Années 1990
- 1991 : Niklaus und Sammy d'Alain Bloch
- 1992 : Un cœur en hiver de Claude Sautet : Ostende
- 1993 : Pas d'amour sans amour d'Évelyne Dress : François
- 1994 : La Fille de d'Artagnan de Bertrand Tavernier : Athos
- 1995 : Fado majeur et mineur de Raoul Ruiz : Pierre
- 1995 : El Techo del mundo de Felipe Vega : Pierre
- 1996 : Les Bidochon de Serge Korber : le sexologue
- 1996 : Fantôme avec chauffeur de Gérard Oury : Édouard Martigues
- 1996 : Fourbi d'Alain Tanner
- 1997 : La Montagne muette de Frédéric Gonseth : Christophe
- 1997 : Marion de Manuel Poirier : le mari d'Audrey
- 1998 : Projet RPM de Ian Sharp : l'inspecteur Leblanc
- 1998 : Le Violon rouge de François Girard : Georges Poussin
- 1999 : La vie ne me fait pas peur de Noémie Lvovsky : le père d'Émilie

#### Années 2000
- 2000 : Stand-by de Roch Stéphanik : le client suisse
- 2000 : Azzurro de Denis Rabaglia : Gaston Broyer
- 2001 : Les Portes de la gloire de Christian Merret-Palmair : Paul Beaumont
- 2003 : Ce jour-là de Raoul Ruiz : Raufer
- 2003 : Je t'aime, je t'adore de Bruno Bontzolakis : Norbert
- 2003 : Ripoux 3 de Claude Zidi : Bloret
- 2004 : Au large de Bad Ragaz de François-Christophe Marzal : Meyer
- 2006 : Mon frère se marie de Jean-Stéphane Bron : Michel
- 2007 : Sa Majesté Minor de Jean-Jacques Annaud : Archeo
- 2007 : Pur Week-end d'Olivier Doran : M. Chappaz
- 2008 : La Troisième Partie du monde de Eric Forestier : le professeur de physique
- 2008 : Das Geheimnis von Murk de Sabine Boss : Freddy
- 2009 : La Famille Wolberg d'Axelle Ropert : Joseph, le grand-père
- 2009 : Ivul de Andrew Kotting : Ivul

#### Années 2010
- 2010 : Il reste du jambon ? d'Anne Depétrini : Charles Lacroix
- 2010 : Sauvage de Jean-François Amiguet : Bernard
- 2010 : Taxiphone : El Mektoub de Mohammed Soudani : Vieux Coyote
- 2011 : Qui a envie d'être aimé ? d'Anne Giafferi : le père d'Antoine
- 2011 : Opération Casablanca de Laurent Nègre : Michel
- 2011 : Let My People Go! de Mikael Buch : Maurice Goldberg
- 2012 : Gaudi, le mystère de la Sagrada Familia (Sagrada - el misteri de la creació) de Stefan Haupt : le narrateur (voix-off de la version française)
- 2013 : Win Win de Claudio Tonetti : Pierre Theubet
- 2016 : La Loi de la jungle d'Antonin Peretjatko : Rosio
- 2017 : Telle mère, telle fille de Noémie Saglio : Debulac
- 2019 : Tambour battant de François-Christophe Marzal : Robert

#### Années 2020
- 2021 : Maison de retraite de Thomas Gilou : Edmond Van de Wer
- 2022 : Jumeaux mais pas trop d'Olivier Ducray et Wilfried Méance : Paul Girard
- 2022 : Ailleurs si j'y suis de François Pirot : Guy Lescreville
- 2024 : Servette mon enfance d'Yves Matthey

### Courts métrages
- 1974 : La Puissance de l'homme de Daniel Jouanisson
- 1978 : L'Homme à la rhubarbe de Jean-Yves Carrée
- 1978 : Le Cœur évanoui de Christian Gastaud : André
- 1981 : Le Rat d'Élisabeth Huppert
- 1983 : Panique au montage d'Olivier Esmein
- 1984 : La Combine de la girafe de Thomas Gilou
- 1998 : Mer agitée de Jean-Baptiste Mathieu
- 2003 : Rosa la nuit de Nicolas Cornut : Maurice
- 2004 : Comme un poisson dans l'eau de Camille Guillon : M. Fisher

### Télévision

#### Années 1960-1970
- 1968 : Mouche de Jacques Antoine
- 1972 : Les Nénuphars de Michel Soutter
- 1972 : Les Dernières Volontés de Richard Lagrange, de Roger Burckhardt, saison 1, épisode 21 : le routier
- 1976 : Adios, mini-série réalisée par André Michel : Jérôme adulte
- 1976 : Voici la fin mon bel ami de Bernard Bouthier
- 1976 : M. Tout-le Monde de René Goscinny (série télévisée)
- 1977 : M. Tout-le Monde de René Goscinny (série télévisée)
- 1978 : Woyzeck de Raymond Vouillamoz
- 1979 : Une fugue à Venise de Josée Dayan

#### Années 1980
- 1980 : L'Embrumé de Josée Dayan
- 1980 : La Sourde oreille de Michel Polac : l'avocat Bigout
- 1981 : Le Bidule de Régina Martial
- 1981 : L'Étouffe grand-mère de Jean-Pierre Bastid : Christian Miller
- 1982 : Délit de fuite de Paul Seban
- 1982 : La Meute d'Yvan Butler : Pierre, le vétérinaire
- 1983 : La Chambre d'Yvan Butler : Blumacher
- 1983 : Pauvre Eros de Georges Régnier : Julien Passerot
- 1984 : Les Malheurs de Malou de Jeanne Barbillon  : Wittenstein
- 1984 : Le Rat d'Élisabeth Huppert : Johan
- 1984 : Noces de soufre de Raymond Vouillamoz  : André Letellier
- 1985 : Dans la fosse aux ours d'Erwin Keusch : Willi
- 1985 : L'Enfant bleu d'Yvan Butler : Laurent
- 1987 : Florence ou la Vie de château de Serge Korber (série télévisée) : Hector
- 1988 : Silvia è sola de Silvio Maestranzi
- 1989 : La Mafia - Saison 4 (La Piovra 4) de Luigi Perelli (feuilleton TV) : Davide Faeti

#### Années 1990
- 1990 : Mademoiselle Ardel de Michael Braun  : Éric Guichard
- 1991 : La Vérité qui tue de Jean-Pierre Mocky (court-métrage) (diffusé dans la collection Myster Mocky présente) : Robert
- 1991 : Pas une seconde à perdre de Jean-Claude Sussfeld : Constant Kovalsky
- 1992 : Felipe ha gli occhi azzurri (Félipé a les yeux bleus) de Gianfranco Albano et Felice Farina (feuilleton TV)
- 1993 : Libérez mon fils (Liberate mio figlio) de Roberto Malenotti : Fabio Fabri
- 1993 : Légendes de la forêt viennoise d'André Engel (TV) : Roimage
- 1994 : Coup de chien de Christian Faure
- 1996 : Ricky de Philippe Setbon : Brodsky
- 1996 : Le Bourgeois se rebiffe de Jean-Pierre Alessandri : Hubert Bellancourt de Lestaque
- 1997 : Petites de Noémie Lvovsky : le père d'Émilie
- 1997 : Pardaillan d'Édouard Niermans : le chevalier Honoré de Pardaillan
- 1998-2002 : H d'Abd-el-Kader Aoun (série télévisée) : le professeur Maximilien Strauss

#### Années 2000
- 2001 : Le Parisien du village de Philippe Venault : La Douane
- 2002 : Haute Pierre de Jean-Yves Pitoun : Rowitz
- 2003 : Un échec de Maigret de Jacques Fansten : Fumal
- 2003 : Macho blues de Jacques Akchoti : le docteur Goldman
- 2004 : Le Menteur de Philippe de Broca  : André
- 2004 : La Bonté d'Alice de Daniel Janneau : François Dupré
- 2005 : La Battante de Didier Albert (feuilleton TV) : Georges
- 2005 : Parlez-moi d'amour de Lorenzo Gabriele : Antoine
- 2005 : Colomba de Laurent Jaoui : le général Neuville
- 2006 : Fête de famille (feuilleton TV) : Francis Mercier
- 2006 : La Grande Peur dans la montagne de Claudio Tonetti : Barthélémy
- 2007 : Une lumière dans la nuit de Olivier Guignard : Charles Caron
- 2009 : Petites Vacances à Knokke-le-Zoute de Yves Matthey : Jean-Claude

#### Années 2010
- 2010 : Un mari de trop de Louis Choquette : Alfred Lempereur
- 2011 : Bouquet final de Josée Dayan : Richard
- 2011 : Platane (série TV) d'Éric Judor et Denis Imbert : lui-même
- 2012-2015 : Ainsi soient-ils, série télévisée de Rodolphe Tissot : le père Étienne Fromenger
- 2013-2014 : Détectives, série télévisée de Stéphane Kazandjian et Marc Eisenchteter
- 2013 : Les Vieux Calibres de Marcel Bluwal : Titi
- 2015 : Scènes de ménages, enfin ils sortent !
- 2015 : Peplum de Philippe Lefebvre : Sertor
- 2015 : Doc Martin (saison 5) de Stéphane Kappes : le docteur Fauvet
- 2015 : Scènes de ménages : Enfin en vacances à la mer : le père de Fabien
- 2016 : Camping Paradis : La Kermesse au camping : Jean-Claude
- 2017 : Tantale de Gilles Porte : le conseiller spécial
- 2019 : Cherif, épisode Cherif, fais-moi peur : Jacques de Bartho
- 2019 : Camping Paradis : le papi
- 2019 : Temps de chien d'Édouard Deluc : Papa

#### Années 2020
- 2022 : OVNI(s) (saison 2) : Lucien Mathure

## Documentaires
- Toute une vie avec Jean-Luc Bideau, Radio télévision suisse, 26 décembre 2018[26]
- Lieux Communs - Jean-Luc Bideau, Léman bleu, 6 décembre 2018[27]
- Geneva Show avec Jean-Luc Bideau, Léman bleu, 9 novembre 2018[28]
- Plans-fixes, Association Films Plans-Fixes, 18 mars 2017[29]
- Pardonnez-moi, Radio télévision suisse, 2 novembre 2008[30]
- Pardonnez-moi, Radio télévision suisse, 27 mars 2004[31]
- Les folles journées de Jean-Luc Bideau, Viva, Radio télévision suisse, 1989[32]
- Jean-Luc Bideau, comédien, Émission Spécial cinéma, Radio télévision suisse, 22 janvier 1975[33]

## Publication
- Jean-Luc Bideau, entre cour et jardin, René Zahnd, 1989, Éditions Favre.